# John Mahoney

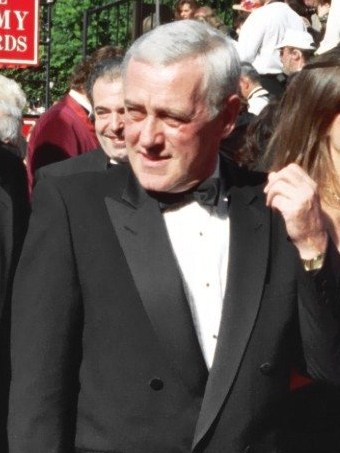
John Mahoney (1994)

Charles Jonathan „John“ Mahoney (* 20. Juni 1940 in Blackpool, Vereinigtes Königreich; † 4. Februar 2018 in Chicago, Illinois) war ein englisch-amerikanischer Schauspieler.

## Leben
Geboren und aufgewachsen in England, trat John Mahoney Ende der 1950er Jahre in die United States Army ein und wanderte in die Vereinigten Staaten aus. Nach akademischen und publizistischen Tätigkeiten wandte er sich erst im Alter von 37 Jahren der Schauspielerei zu, zunächst als Theaterschauspieler. 1977 wurde er Mitglied der Steppenwolf Theatre Company.
Anfang der 1980er Jahre spielte Mahoney erste Rollen in Film und Fernsehen. In der Folge spielte er unter anderem in Filmen von Barry Levinson (Tin Men, 1987), Norman Jewison (Mondsüchtig, 1987), Roman Polański (Frantic, 1988), Constantin Costa-Gavras, (Verraten, 1988) Ethan und Joel Coen (Barton Fink, 1991, Hudsucker – Der große Sprung, 1994) und Wolfgang Petersen (In the Line of Fire – Die zweite Chance, 1993). Im Zeichentrickfilm Atlantis – Das Geheimnis der verlorenen Stadt (2001) ist er in der englischen Originalversion als Synchronstimme zu hören.
Mahoneys bekannteste Rolle ist die des Martin Crane in der Fernsehserie Frasier, in der er von 1993 bis 2004 den Vater der Titelfigur spielte, einen pensionierten, gehbehinderten Polizisten, der Leben und Wohnung mit seinem Sohn teilt, mit dem er wenig gemeinsam hat. Für diese Rolle wurde Mahoney mehrfach für den Emmy und den Golden Globe nominiert. Zudem spielte er in der Folge „Zwischen Himmel und Hölle“ (Staffel 2, Episode 22) der Sitcom Becker einen Pater und den Bruder eines Patienten von Dr. John Becker (gespielt von Ted Danson). In der zweiten Staffel der Serie In Treatment – Der Therapeut (2009) spielte Mahoney in den Episoden 2.04 bis 2.34 die wiederkehrende Rolle des Geschäftsführers eines Industriekonzerns. 2010 war er in Rob Reiners Film Verliebt und ausgeflippt zu sehen.
Parallel zur Film- und Fernseharbeit spielte Mahoney weiter am Theater und gewann unter anderem 1986 einen Tony Award für seine Darstellung im Stück The House of Blue Leaves. Nach dem Ende von Frasier war Mahoney wieder vorwiegend am Theater tätig.
Mahoney starb im Alter von 77 Jahren während eines Krankenhausaufenthalts in Chicago. Er war nie verheiratet und hatte keine Kinder.

## Filmografie (Auswahl)
- 1981: Hudson Taylor

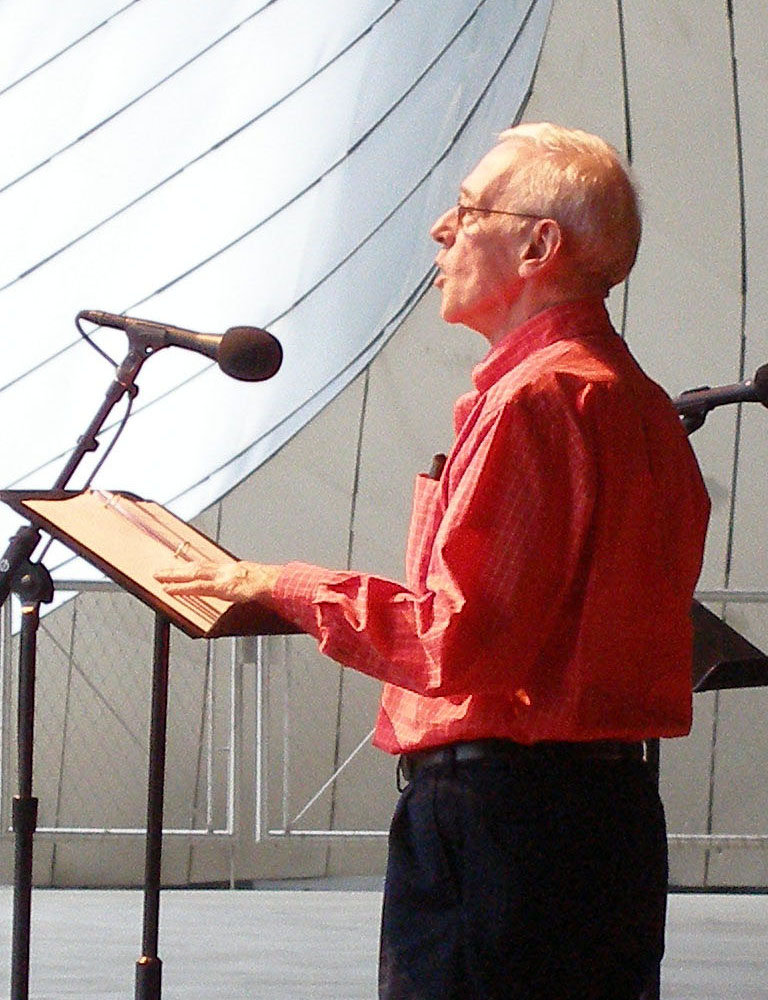
John Mahoney (2007)

- 1982: Nixons rechte Hand – Der Fall G. Gordon Liddy (Will: The Autobiography of G. Gordon Liddy, Fernsehfilm)
- 1982: Mission Hill
- 1985: Cusack – Der Schweigsame (Code of Silence)
- 1986: Manhattan Project – Der atomare Alptraum (The Manhattan Project)
- 1986: Streets of Gold
- 1987: Tin Men
- 1987: Mondsüchtig (Moonstruck)
- 1987: Suspect – Unter Verdacht (Suspect)
- 1988: Frantic
- 1988: Um jeden Preis (Favorite Son, eine Episode als Lou Brenner)
- 1988: Verraten (Betrayed)
- 1988: Acht Mann und ein Skandal (Eight Men Out)
- 1989: Teen Lover (Say Anything...)
- 1990: Das Rußland-Haus (The Russia House)
- 1991: Barton Fink
- 1993: Tödliche Nähe
- 1993: In the Line of Fire – Die zweite Chance (In the Line of Fire)
- 1993–2004: Frasier (Fernsehserie, 263 Folgen)
- 1994: Reality Bites – Voll das Leben (Reality Bites)
- 1994: Hudsucker – Der große Sprung (The Hudsucker Proxy)
- 1995: Hallo, Mr. President (The American President)
- 1996: Zwielicht (Primal Fear)
- 1996: She’s the One
- 1996: Mariette in Ecstasy
- 1998: Antz (Stimme)
- 1999: Der Gigant aus dem All (The Iron Giant, Stimme)
- 2000: Der Club der gebrochenen Herzen (The Broken Hearts Club: A Romantic Comedy)
- 2000: Becker (Fernsehserie, Folge 2x22 Zwischen Himmel und Hölle)
- 2001: Atlantis – Das Geheimnis der verlorenen Stadt (Atlantis: The Lost Empire, Stimme für Preston B. Whitmore)
- 2005: Fathers and Sons (Fernsehfilm)
- 2005: Kronk’s New Groove (Stimme für Papi)
- 2006: Emergency Room – Die Notaufnahme (ER, Fernsehserie, Folge 13x03 Somebody to Love)
- 2007: Dan – Mitten im Leben! (Dan in Real Life)
- 2009: In Treatment – Der Therapeut (In Treatment, Fernsehserie, 7 Folgen)
- 2010: Verliebt und ausgeflippt (Flipped)
- 2010: Shit! My Dad Says (Fernsehserie, Folge 1x08)
- 2011–2014: Hot in Cleveland (Fernsehserie, 6 Folgen)

## Auszeichnungen und Nominierungen
- 1986: Clarence Derwent Award für The House of Blue Leaves
- 1994: Golden-Globe-Award-Nominierung als Bester Nebendarsteller in einer Fernsehserie für Frasier
- 1995–1999: Screen-Actors-Guild-Award-Nominierung als Bestes Ensemble in einer Komödienserie für Frasier
- 1998: Quality-Television-Award-Nominierung als Bester Nebendarsteller in einer Komödienserie (1998, 2000) für Frasier
- 1999: Primetime-Emmy-Award-Nominierung als Bester Nebendarsteller in einer Komödienserie für Frasier
- 2000: Screen Actors Guild Award als Bestes Ensemble in einer Komödienserie für Frasier
- 2000: Quality-Television-Award-Nominierung als Bester Nebendarsteller in einer Komödienserie (1998, 2000) für Frasier
- 2001: Golden-Globe-Award-Nominierung als Bester Nebendarsteller in einer Fernsehserie für Frasier
- 2001: Satellite-Award-Nominierung als Bester Darsteller in einer Komödienserie (2001) für Frasier
- 2001: TV-Guide-Award-Nominierung als Bester Nebendarsteller in einer Komödienserie für Frasier
- 2001–2004: Screen-Actors-Guild-Award-Nominierung als Bestes Ensemble in einer Komödienserie für Frasier
- 2003: Primetime-Emmy-Award-Nominierung als Bester Nebendarsteller in einer Komödienserie für Frasier
- 2010: PRISM-Award-Nominierung für In Treatment